# Corme (bulbe)

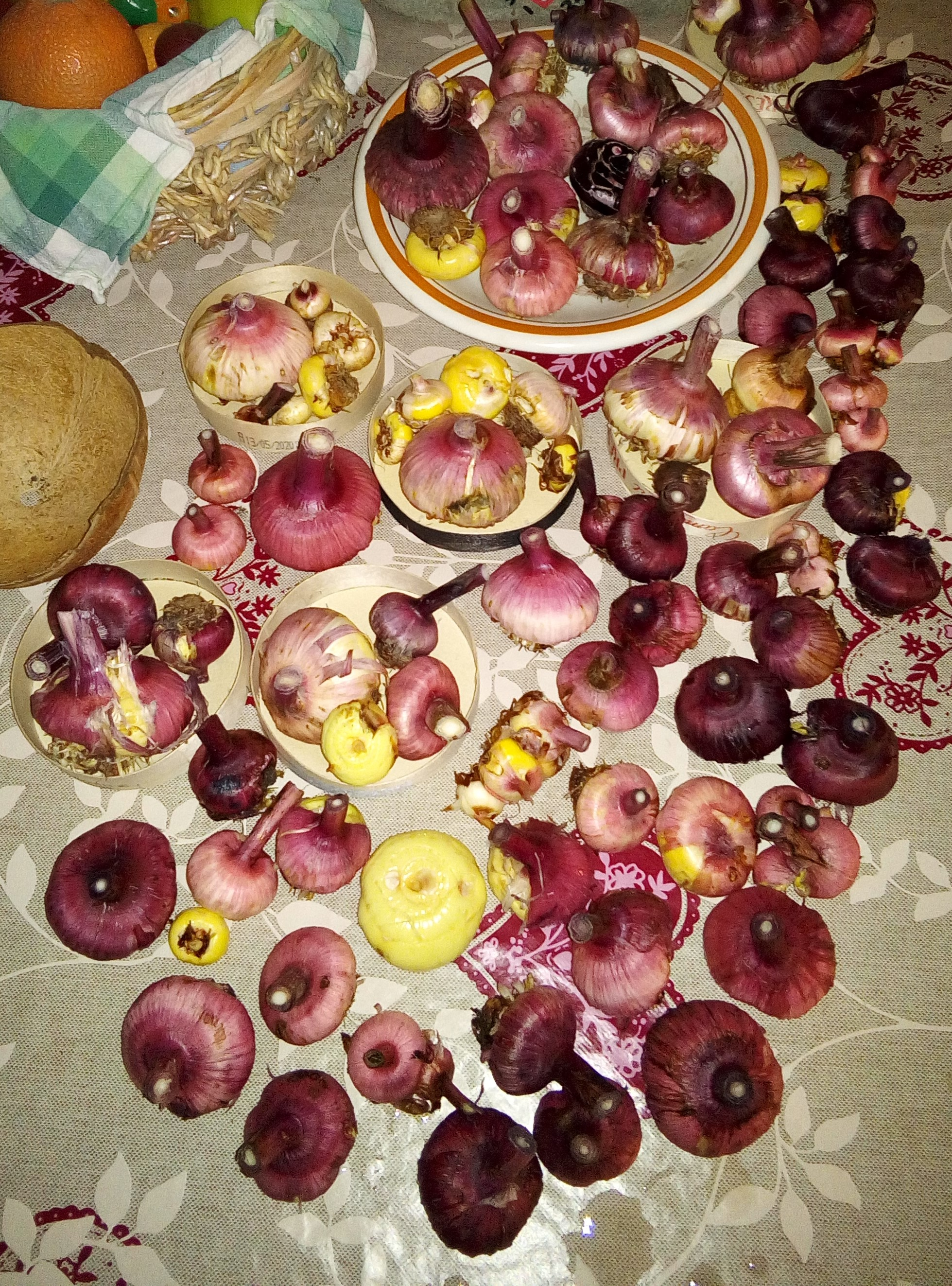
Cormes de glaïeuls.

Pour les articles homonymes, voir Corme.
Un corme  est, en morphologie végétale, un organe de réserve souterrain ayant l'aspect d'un bulbe mais formé d'une tige renflée entourée d'écailles.
Le corme est, au même titre que les bulbes, les tubercules et les rhizomes, un organe de réserve présent chez les géophytes. 
Dans les cormes, les réserves sont stockées dans une tige courte sur plateau élargi entouré de petites écailles, plutôt que dans les écailles charnues comme dans les bulbes. Les cormes sont, en général, plus plats que les vrais bulbes, dont la forme est arrondie.

Les cormes s'observent plus particulièrement chez les Iridaceae (Crocus, Glaïeul, Freesia) et les Colchicaceae (Androcymbium, Colchicum).

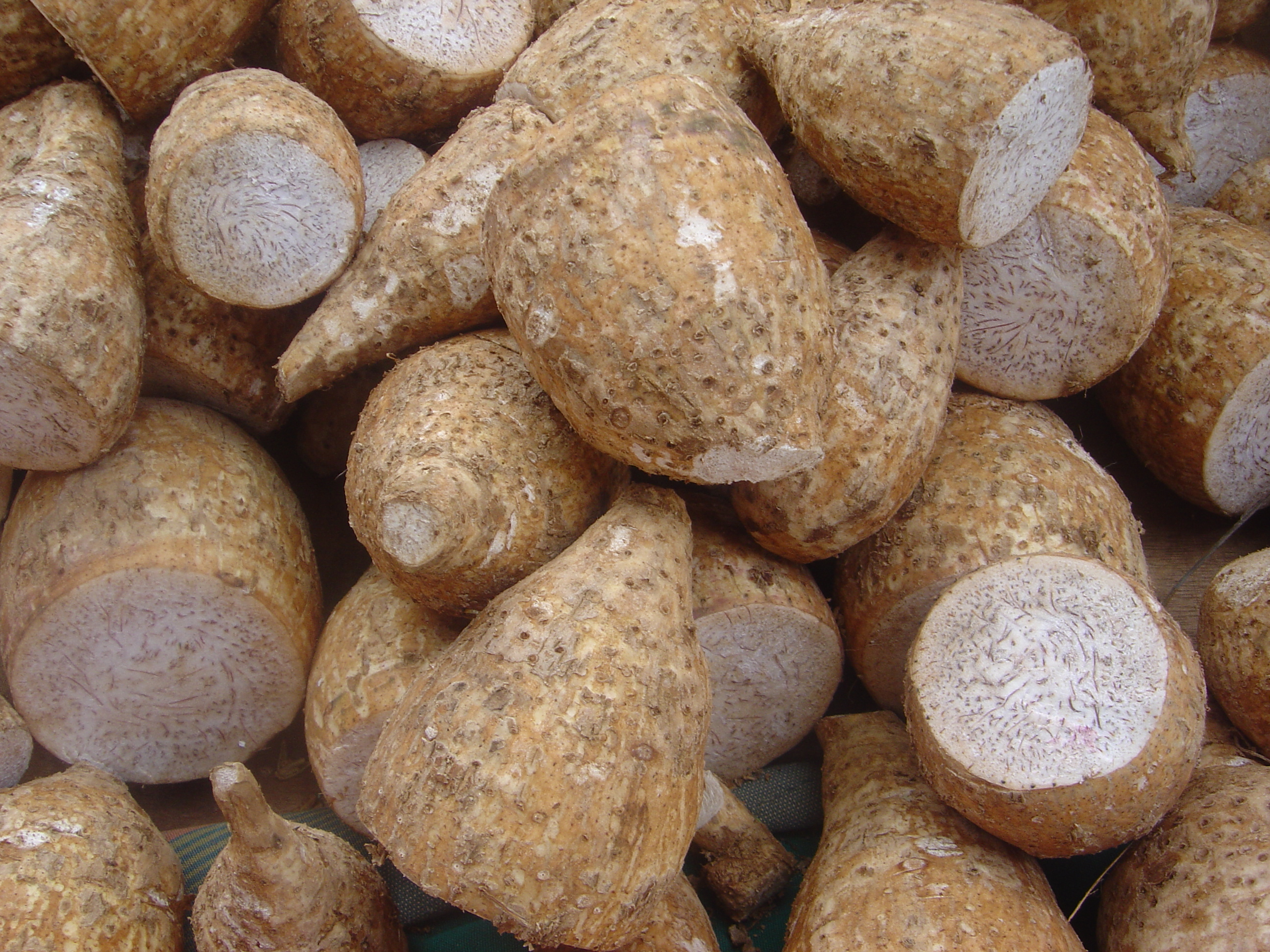
Cormes de taro sur un marché de l'île de La Réunion (France).
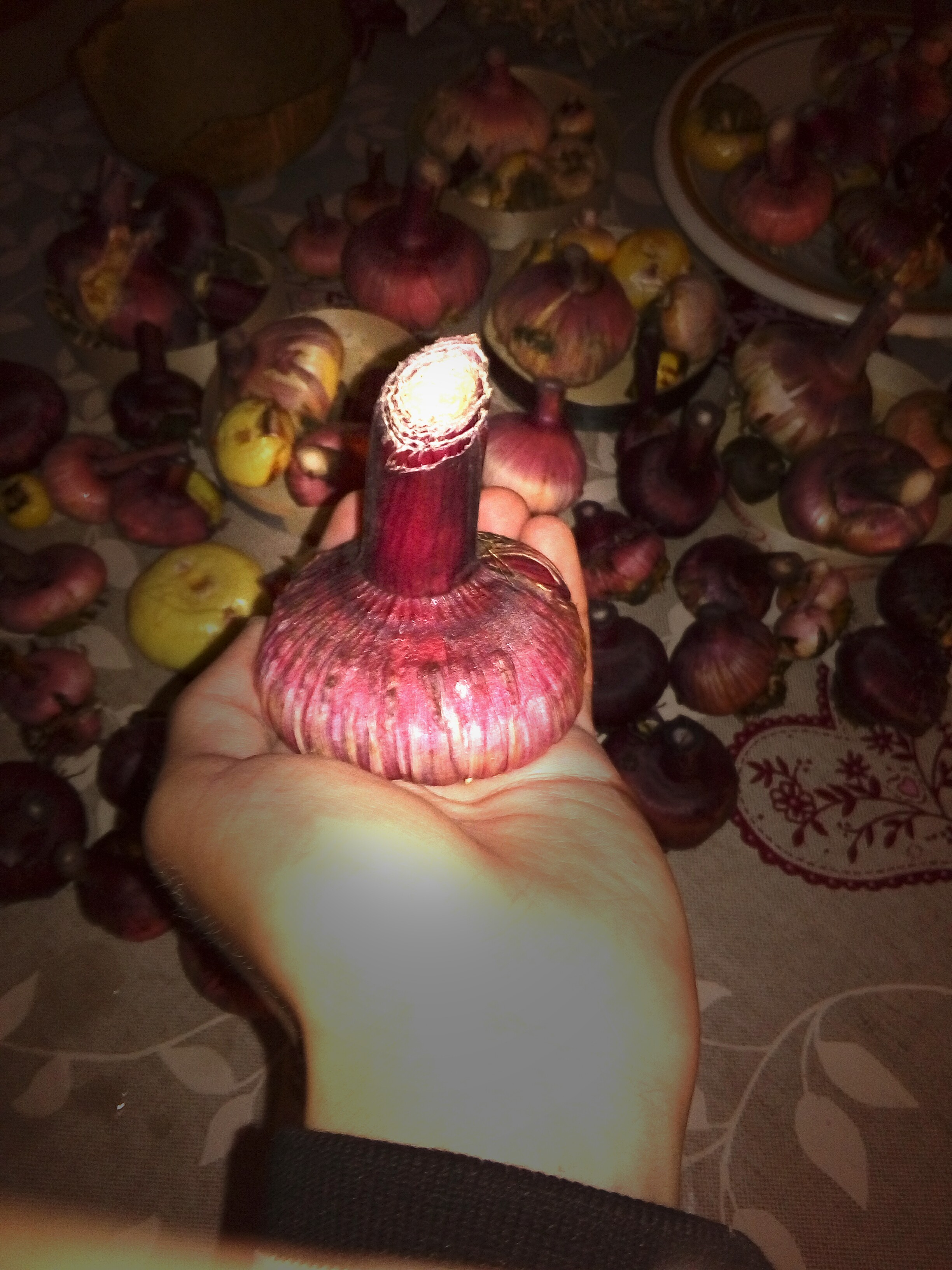
Corme de glaïeul commun dans une main d'homme.